# Rafael Guillén
Rafael Guillén (Granada, 27 d'abril de 1933 – Granada, 4 de maig de 2023) va ser un poeta espanyol en llengua castellana de la generació dels 50. "Premio Nacional de Literatura" el 1994 i un dels més importants autors de la seva generació, va tenir una llarga trajectòria artística i entre els seus mèrits figura el fet d'ajudar a la recuperació de la cultura poètica andalusa després de la devastació de la Guerra Civil. A les seves primeres obres és de notar la influència neoclàssica que va pesar en altres membres de la seva generació.
Tanmateix, després del volum on hi fa palesa l'atracció per la temàtica i l'aire popular (Cancionero-guía para andar por el aire de Granada, 1962), aviat pren una evolució que es manifesta, ja als anys seixanta, abandonant la rigidesa de la mètrica tradicional. Amb la publicació de Moheda (1979), sorprèn pel seu estil desinhibit i innovador en la sintaxi. Els seus temes no són lleus: l'amor i l'erotisme sovint es barregen amb l'elegia per la degradació inevitable del pas del temps, expressats en versos impregnats d'un cadenciós fraseig musical.
La seva obra en prosa es reparteix entre narracions de viatges, autobiografia, assaigs, conferències i articles.

## Biografia literària
Rafael Guillén va ser un dels poetes sorgits amb el grup Versos al aire libre a la Granada de la postguerra. Posteriorment va fundar i dirigir, amb José García Ladrón de Guevara, la col·lecció de llibres Veleta al Sur, única manifestació poética en aquella ciutat des del 1957 fins al 1966. El 1982, amb Francisco Izquierdo, inicià la sèrie de fascicles sobre el barri granadí de l'Albaicín "Los Papeles del Carro de San Pedro". El 1994 li va ser atorgat el "Premio Nacional de Literatura" per Los estados transparentes. Aquell mateix any quedà finalista del "Premio Nacional de la Crítica" i comença a promoure amb altres escriptors granadins (Elena Martín Vivaldi, Antonio Carvajal) la creació de l'Academia de Buenas Letras de Granada, que finalment és establerta per la Junta de Andalucía el 2001. El 2003 li és atorgat unànimement el "Premio de la Crítica Andaluza". Abans havia rebut, entre d'altres, els premis que a la seva època foren més significatius: "Leopoldo Panero" 1966, "Guipúzcoa" 1968, "Premio Boscán" 1968 i el "Premi Ciutat de Barcelona" 1969. Així mateix, posseeix la Medalla de Honor de la Real Academia de Bellas Artes de Granada i és membre de la Academia de Buenas Letras de Granada.
Fita significativa a la seva carrera literària és l'edició, el 2010, de les seves obres completes en tres volums publicades per Editorial Almed. Aquesta edició va motivar, el 2011, l'atorgament del Premio de las Letras Andaluzas “Elio Antonio de Nebrija” per la seva destacada i polifacètica labor a l'àmbit de les lletres.
El 2014, Rafael Guillén va fer donació de la seva biblioteca i el seu arxiu personal a la Biblioteca de Andalucía, amb seu a Granada i depenent de la Junta de Andalucía. Aquest mateix any, el poeta fou guardonat amb el "Premio Internacional de Poesía Federico García Lorca" en la seva XI edició. Fruit de l’interés de Guillén per l’expressió sonora dels versos es la publicació (2001 i 2021) de dues produccions discogràfiques on hi va deixar plasmada una càlida veu poètica.

## Poesia
- Antes de la esperanza, introducció de J. M. Bugella, «La Nube y el Ciprés» (Granada, 1956).
- Río de Dios, «Veleta al Sur», (Granada, 1957).
- Pronuncio amor, «Alcaraván» (Arcos de la Frontera, 1960); 2a edició: «Veleta al Sur» (Granada, 1961); 3ª i 4a edició: «Clave», (Málaga,1995); 5a edició (facsímil de la 2a): Diputación de Granada, 2014. ISBN 978-84-7807-202-6.
- Elegía, «Veleta al Sur», (Granada, 1961).
- Cancionero-guía para andar por el aire de Granada, «Veleta al Sur» (Granada, 1962); 2a i 3a edició ampliada: «Miguel Sánchez» (Granada, 1970 i 1993).
- Canto a la esposa, «Veleta al Sur» (Granada, 1963).
- El gesto, «Seijas y Goyanarte», (Buenos Aires, 1964).
- Hombre en paz, «Editora Nacional», (Madrid, 1966).
- Apuntes de la corrida, «Cuadernos de María José» (Málaga, 1967).
- Tercer gesto, «Cultura Hispánica» (Madrid, 1967). Premi Leopoldo Panero, 1966.
- Amor, acaso nada, Cabildo Insular de Gran Canaria, (Las Palmas, 1968).
- Los vientos, Revista de Occidente (Madrid, 1970) (Premio Ciudad de Barcelona, 1969).
- Límites, «El Bardo», (Barcelona, 1971); 2a edició: «Alhulia», pròleg de M. Ávila Cabezas i J. L. Ortiz de Lanzagorta (Salobreña, Granada, 2003).
- Gesto segundo, «Instituto de Estudios Hispánicos» (Barcelona, 1972). "Premio Boscán", 1968; "Premio Guipúzcoa", 1968.
- Diez poemas terrales, "Colección Almoraduj", Publicacions de la Librería Anticuaria El Guadalhorce (Málaga, 1977).
- Moheda, «Litoral», nº 85-86-87 (Málaga, 1979).
- Veinte poemas risueños, Universidad de Granada (Granada, 1980).
- Vasto poema de la resistencia, Diputación Provincial de Granada (Granada, 1981).
- Azoteas en cal, «Los Papeles del Carro de San Pedro (Azur)» (Madrid, 1982).
- Mis amados odres viejos, «Rialp (Adonais)», (Madrid, 1987).
- Versos del amor cumplido, Colección Alhucema (Almería, 1993). ISBN 84-604-5574-2
- Los estados transparentes, «Los Libros de la Frontera-El Bardo», (Barcelona, 1993) "Premio Nacional de Literatura" 1994. ISBN 84-85709-94-2; 2a edició ampliada: introducció de F. J. Peñas Bermejo, «Pre-Textos», Diputación Provincial de Granada (València, 1998). ISBN 84-8191-197-6
- Doce poemas cardinales, «Palimpsesto», (Carmona, Sevilla, 1995).
- Dos poemas noruegos, «Cuadernillos Torre de la Vela» (Motril, 1995).
- El manantial (Homenajes 1965-1996), Caja Sur - «Los Cuadernos de Sandua» (Córdoba 1996).
- Variaciones temporales, edició de J. Ortega Torres, «Dauro» (Granada, 2001).
- I'm Speaking, Editorial «Northwestern University Press», (Evanston, USA, 2001). Antologia en edició bilingüe amb versió anglesa de Sandy McKinney. ISBN 0-8101-1851-3
- Las edades del frío, «Tusquets» (Barcelona, 2002). Premio de la Crítica Andaluza, 2003. ISBN 84-8310-840-2
- Catorce poemas de amor y tiempo, «Aula Enrique Díez-Canedo» (Badajoz, 2004).
- Seis poemas elegíacos, «Desde el empotro (Tertulia literaria del Grupo A-7)» (Valdepeñas, 2004).
- Los dominios del cóndor, «E.D.A. Libros» (Benalmádena, Málaga, 2007).
- Obras completas, en 3 volums, «Almed» (Granada, 2010). Premio Andalucía de la Crítica. ISBN 978-84-937644-2-5
- Versos para los momentos perdidos, Fundación José Manuel Lara (Sevilla, 2011). ISBN 978-84-96824-73-7
- Balada en tres tiempos (para contrabajo y frases cotidianas), amb música impresa de Xavier Astor. Diputación de Granada, 2013. ISBN 978-84-7807-140-1
- El otro lado de la niebla, Editorial Salto de Página (Madrid, 2013). ISBN 978-84-15065-51-7
- El centro del silencio. Selección de poemas (1956-2013). Entorno Gráfico Ediciones (Granada, 2014). ISBN 978-84-941986-5-6
- Balada en tres tiempos (para saxofón y frases coloquiales), Visor Libros (Madrid, 2014). ISBN 978-84-9895-892-8
- La Alhambra. Suite del silencio y los sentidos, amb fotografies d'Ángel Sánchez i versió anglesa de Lawrence Bohme. Ediciones Miguel Sánchez (Granada, 2016). ISBN 978-84-7169-160-6
- Últimos poemas (Lo que nunca sabré decirte), Fundación José Manuel Lara (Sevilla, 2019). ISBN 978-84-17453-33-6

## Narrativa
- El país de los sentidos (Prosas marroquíes), Granada, Caja General de Ahorros de Granada, 1990.
- Tiempos de vino y poesía (Prosas granadinas), Granada, Port-Royal, 2000.
- Por el ancho y pequeño mundo (Prosas viajeras), Málaga, Rafael Inglada, 2001.
- Prosas viajeras (Selecció), Granada, Dauro, 2003.

## Assaig
- Renacer poético en la Granada de postguerra (Grupo «Versos al aire libre») (discurs d'ingrés a l'Academia de Buenas Letras de Granada), Academia de Buenas Letras de Granada, 2003.
- Francisco Izquierdo: un nombre granadino para la Historia de las Letras y del Arte en el siglo XX (discurs de recepció com a supernumerari de l'Academia de Buenas Letras de Granada), Academia de Buenas Letras de Granada, 2004.

## Discografia
- Los alrededores del tiempo (Rafael Guillén dice sus poemas). Producció de Xavier Astor. Edita Ficciones-Revista de Letras. JASS034CD/01 Granada, 2001.[10]
- Balada en tres tiempos para contrabajo y frases cotidianas. Rafael Guillén i Xavier Astor. Fundación Omnia, Barcelona, 2021. DLB 9248-2021.[11]

## Estudis sobre la seva obra
L'obra de Rafael Guillén ha estat objecte de nombrosos estudis entre els quals, el de José Ortega, que li va dedicar la seva memòria de llicenciatura ("Aproximación a la poesía de Rafael Guillén") el 1971. José Luis Cano apunta una de les claus permanents a l'obra d'en Guillén amb Un tema en la poesía de Rafael Guillén: la erosión del tiempo en el amor (revista Litoral, números 85, 86 i 87 del 1979). A la Historia Crítica de la Literatura Hispánica (Taurus), Vol. 21 "La poesía en el siglo XX (des de 1939)", Pilar Palomo l'estudia a l'epígraf "Poetas de los 50", tal com havia fet en ampliar la Historia de la Literatura Española (Gustavo Gili) d'Ángel Valbuena, qui ja el 1968 li dedicava un extens capítol com a "uno de los mejores poetas actuales". Pilar Gómez Bedate a la Historia de la Literatura Española (Cátedra), Elena Barroso a Poesía andaluza de hoy (1950-1990) (Biblioteca de la Cultura Andaluza) i Angel L. Prieto de Paula a Poetas españoles de los cincuenta (Biblioteca Hispánica, de Ediciones Colegio de España, Salamanca), entre altres autors, l'inclouen igualment entre els més importants autors de la seva generació. Per la seva part, Joaquín Marco, a la Historia y Crítica de la Literatura Española (Grijalbo) de Francisco Rico, el situa genèricament entre els "poetas de postguerra" i Emilio Miró, a la Historia de la Literatura Española (Taurus) coordinada per Díez Borque, entre els qui "ocupan un puesto indiscutible en nuestro panorama poético". Sobre la seva obra existeix una extensa bibliografia que inclou monografies i tesis doctorals.